# Cicle biològic
Un cicle biològic de vida es considera al període que inclou una generació completa d'un organisme viu incloent la reproducció, ja siga sexual o asexual. En funció de la ploidia poden diferenciar-se tres tipus de cicles biològics:
- Cicle biològic haploide o haplont
- Cicle biològic diploide o diplont
- Cicle biològic diplobiòtic, diplohaploide o diplohaplont.

A més, en un mateix cicle es poden donar altres alternances:
- Alternança morfològica: la forma de l'individu canvia però resta la mateixa generació. Exemple: el cuc de seda.
- Alternança de formes de reproducció: en un mateix cicle es pot donar una alternança entre la reproducció sexual i l'asexual. Exemple: en els celenterats, algunes meduses es reprodueixen sexualment i formen pòlips que podran formar altres pòlips per reproducció asexual i alhora podran formar altres meduses, completant el cicle.

## Cicle haplont

Meiosis zigòtica

Una meiosis zigòtica és una meiosi d'un zigot immediatament posterior a la cariogàmia, que és la fusió de dos nuclis cel·lulars. D'aquesta manera l'organisme acaba la fase diploide i produeix diverses cèl·lules haploides. Posteriorment, aquestes cèl·lules es divideixen mitòticament produint organismes multicel·lulars ó més cèl·lules haploides. Dues gàmetes contraris (per exemple mascle i femella) formen es fusionen per a fer una sola cèl·lula.
Els individus o cèl·lules que resulten són haploides. Són haploides:
- La majoria de fongs.
- Algunes algues verdes.
- Alguns protozous.

## Cicle diplont

Meiosis gamètica

Cicle on predomina la fase diploide sobre l'haploide. Es realitza la meiosi gamètica únicament per a crear cèl·lules sexuals o gàmetes que tinguin una dotació cromosòmica amb l'objectiu que el zigot tingui dues dotacions: una provinent de l'espermatozou i una altra provinent de l'òvul.
Són diploides:
- Els animals.
- Algunes algues verdes, com ara el gènere Codium.
- Algunes algues brunes, com ara el gènere Fucus i Cistoseyra
- Alguns fongs.

## Cicle haplodiplont

Meiosis esporofítica

Aquell cicle en què meiosi i fecundació estan molt separades en el temps. Presenta dues formes: Diplode (l'esporòfit) i haploide (gametòfit). L'esporòfit, mitjançant una esporogènesi meiòtica, forma espores haploides. Per altra banda, el gametòfit, a través d'una mitosi, origina espores, també haploides, que en fusionar-se donen lloc a un ou o zigot diploide, que sotmès a una última divisió mitòtica origina un nou esporòfit que tanca el cicle.
Típic de les plantes vasculars i alguns protoctists.